# Ambystoma rosaceum
Ambystoma rosaceum är en groddjursart som beskrevs av Taylor 1941. Ambystoma rosaceum ingår i släktet Ambystoma och familjen mullvadssalamandrar. IUCN kategoriserar arten globalt som livskraftig. Arten är endemisk för Mexiko, den finns bara där.

## Taxonomi
Inga underarter finns listade i Catalogue of Life. Emellertid anser många forskare att Ambystoma rosaceum bör uppdelas i två arter, en från den södra delen av utbredningsområdet, och en från den norra.

## Beskrivning
Arten är kraftigt byggd med brunsvart färgteckning som kan ha ljusgula fläckar. Yngre, nyförvandlade individer är enfärgat olivbruna. Larverna är skära med mörka teckningar på ryggsidan, och kraftiga, buskiga, yttre gälar. Neotena, oförvandlade inidvider blir mörka med ljusare tecken när de blir vuxna. Arten har parotoidkörtlar vid huvudet, som i försvarssyfte avsöndrar ett giftigt hudsekret likt många paddor. Kroppslängden (nos till kloak) för förvandlade individer är som mest 77 mm för hanar, och 85 mm för honor. En svanslängd på omkring 75 mm för hanar, knappt 72 mm för honor tillkommer.

## Utbredning
Utbredningsområdet formar ett långsträckt, nordöst-sydvästligt band i norra till centrala Mexiko från nordöstra Sonora via västra och sydvästra Chihuahua, från Sinaloa i öster över Durango till Zacatecas i väster, samt vidare söderut till Jalisco.

## Ekologi
De vuxna djuren förekommer både som förvandlade, landlevande individer, och som neotena, oförvandlade individer, som bibehåller larvutseendet med yttre gälar och som stannar kvar i vattnet.
Habitatet utgörs av tallskog och blandskog mellan tall och ek på höjder mellan 1 675 och 3 100 m med grunda, trögflytande vattendrag.

### Fortplantning
Leken sker under vår och sommar, främst i rinnande vatten, men arten kan även använda stillastående vattensamlingar som vattendammar för kreatur. Äggen är mörka, och fästs på undersidan av eller mellan stenar i vattendragen, bland bottenmaterialet eller på undersidan av rötter som sticker ut i vattnet.

## Status
Arten är klassificerad som livskraftig av IUCN, men organisationen listar ändå introduktion av rovfiskar, utökat jordbruk och intensifierad turism som möjliga hot.